# Mühlbeck
Mühlbeck ist ein Ortsteil der Gemeinde Muldestausee im Landkreis Anhalt-Bitterfeld in Sachsen-Anhalt.

## Geografie
Mühlbeck liegt zwischen Leipzig und Lutherstadt Wittenberg auf einer Halbinsel zwischen dem Muldestausee und dem Großen Goitzschesee.

## Geschichte

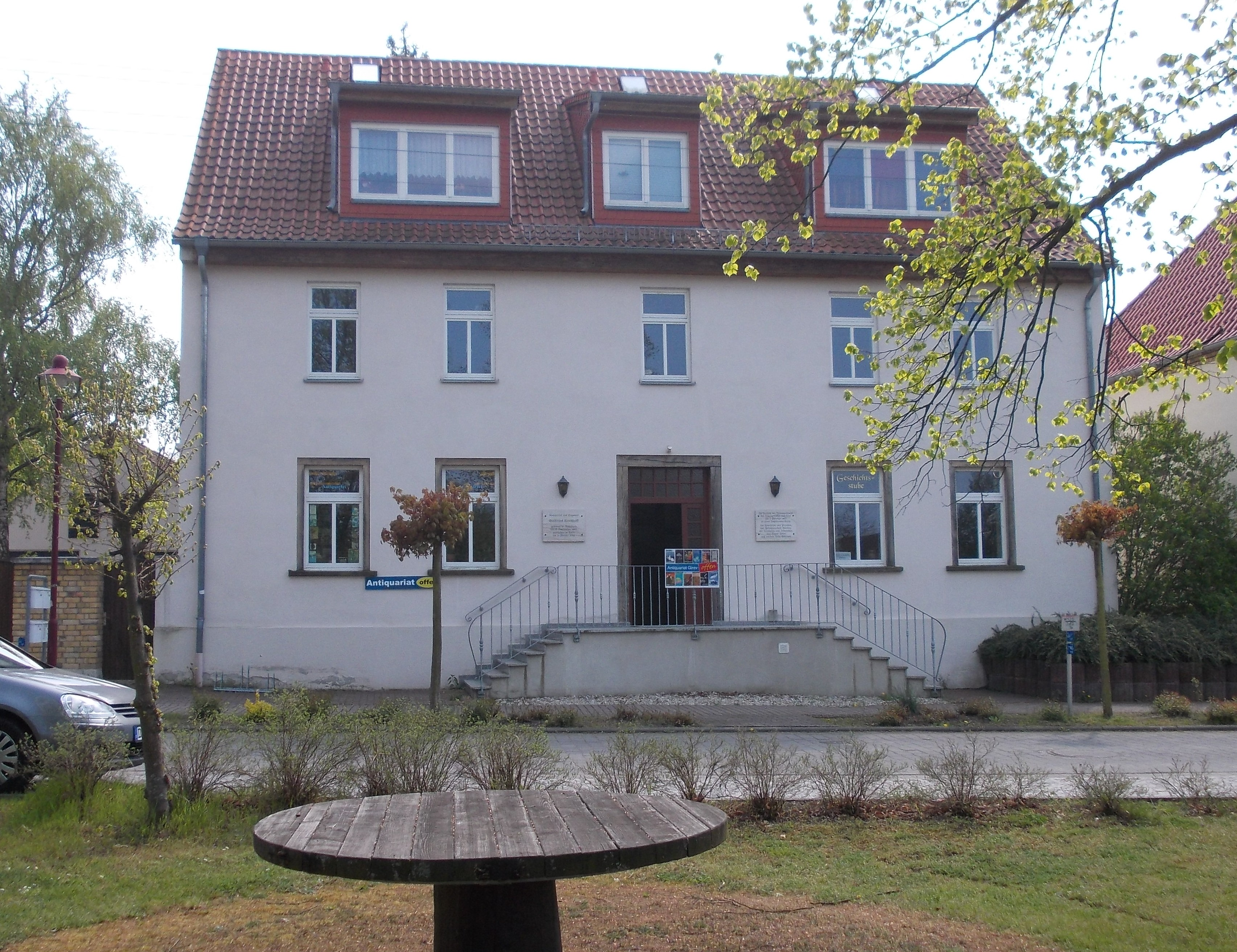
Altes Pfarrhaus

Der Ort gehörte bis 1815 zum kursächsischen Amt Bitterfeld. Durch die Beschlüsse des Wiener Kongresses kam er zu Preußen und wurde 1816 dem Kreis Bitterfeld im Regierungsbezirk Merseburg der Provinz Sachsen zugeteilt, zu dem er bis 1944 gehörte.
Am 7. Oktober 1813 fand im Pfarrhaus ein Kriegsrat in Vorbereitung der später Völkerschlacht genannten Schlacht bei Leipzig (vom 16. bis 19. Oktober 1813) statt. Es nahmen daran unter anderem Generalfeldmarschall Blücher und Graf Bernadotte teil.
Bis zur Neubildung der Einheitsgemeinde Muldestausee am 1. Januar 2010 war Mühlbeck eine selbständige Gemeinde in der Verwaltungsgemeinschaft Bitterfeld-Wolfen.

## Politik

### Bürgermeister
Der letzte Bürgermeister der Gemeinde Mühlbeck war Bernd Hieronymus.

### Wappen
Das Wappen wurde am 23. September 1997 durch das Regierungspräsidium Dessau genehmigt und im Landeshauptarchiv Magdeburg unter der Wappenrollennummer 64/1997 registriert.
Blasonierung: „In Grün eine von je einer goldenen Raute beseitete silberne Bockwindmühle auf gewölbtem silbernen Schildfuß mit zwei blauen Wellenleisten.“
Als redendes Element zur Wiedergabe des Ortsnamens steht die Mühle im Wappen. Sie bezieht sich auch auf die ehemals im Ort vorhandene und weithin bekannte Bockwindmühle. Die Bockwindmühle ist auch früheres Siegelmotiv und wurde heraldisch umgesetzt. Die zwei blauen Wellenleisten beziehen sich auf die Lage des Ortes an zwei Seen (Muldestausee, Bernsteinsee). Die beiden goldenen Rauten sollen symbolisch für bedeutende Bernsteinfunde im Ort stehen. Nach dem Bernsteinvorkommen ist auch der Bernsteinsee benannt.
Das Wappen wurde vom Heraldiker Frank Jung gestaltet.

### Flagge
Die Flagge ist grün-weiß-grün längsgestreift. Das Wappen der Gemeinde ist auf dem breiteren weißen Mittelstreifen aufgelegt.

## Gedenkstätte
An der B 100 befindet sich seit 1946 ein Ehrenmal für 68 unbekannte KZ-Häftlinge, die bei einem Todesmarsch aus dem KZ Buchenwald im April 1945 von SS-Männern ermordet wurden. Außerdem ist eine Straße zu Ehren der Opfer des Faschismus benannt.

## Kultur und Sehenswürdigkeiten

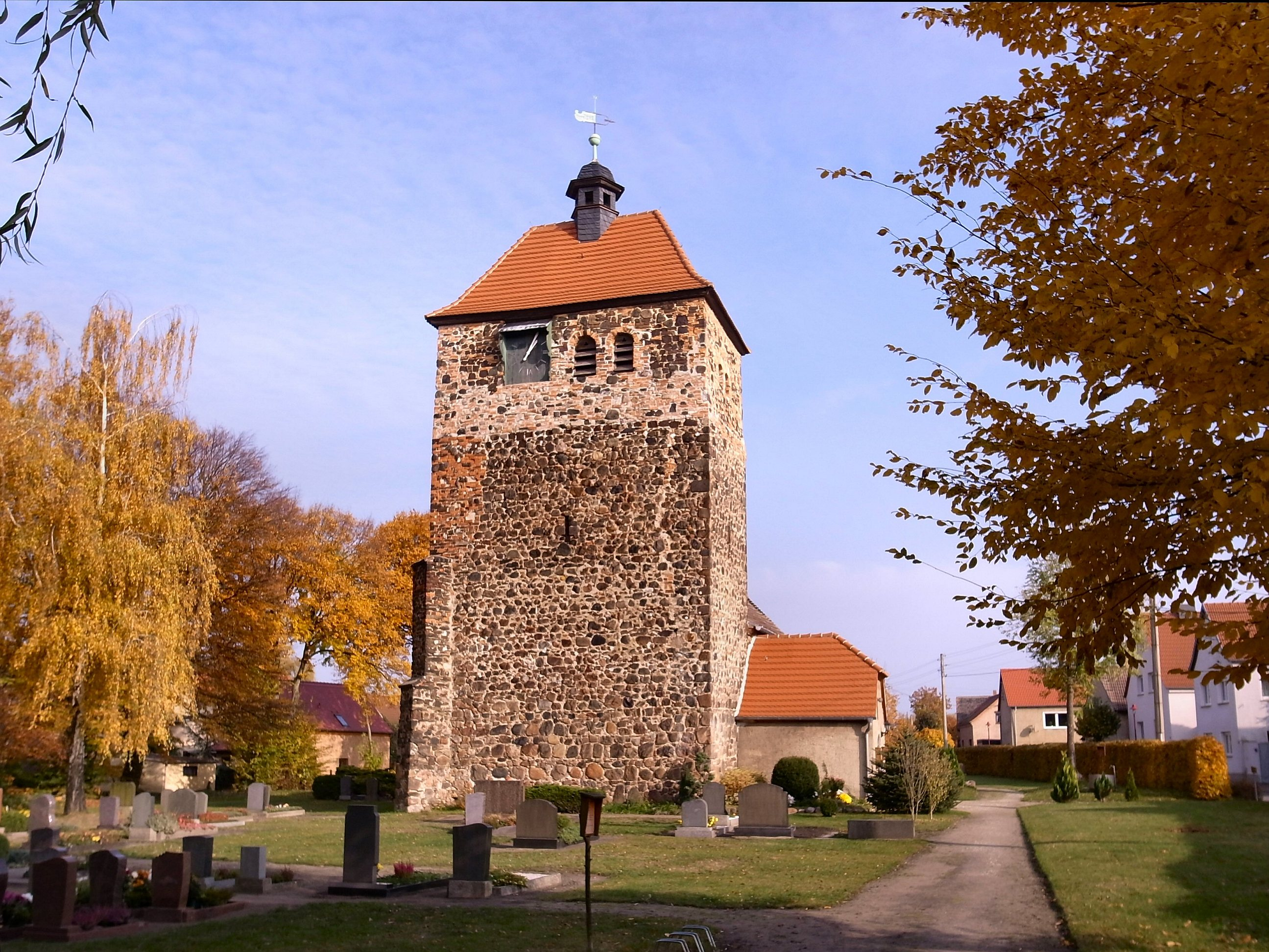
Dorfkirche Mühlbeck

Zusammen mit dem Nachbardorf Friedersdorf ist Mühlbeck das erste Buchdorf Deutschlands.
Beachtenswertes Bauwerk ist eine Wehrkirche, die im romanischen Baustil erbaut wurde. Die Kirche mit ihrem spätgotischen Altar ist eine Station auf dem Lutherweg in Sachsen-Anhalt.
Am Großen Goitzschesee befindet sich der Pegelturm, das neue Wahrzeichen von Bitterfeld, Mühlbeck, Friedersdorf und Pouch.

## Sport
Seit 1896 besteht der TSV 1896 Mühlbeck, der sich hauptsächlich dem Fußball verschrieben hat. Der TSV zählt die meisten Mitglieder des Ortes.
Mühlbeck hat außerdem ein Wassersportzentrum mit Bootsanlegestellen und Windsurfschule.

## Wirtschaft und Infrastruktur
Die Stilllegung der Braunkohlebergwerke in der Region, die durch den Tagebau auch stark die Landschaft prägten, erschwerte die wirtschaftliche Situation der Bevölkerung. Mit der Idee eines Buchdorfes, das 1997 initiiert wurde, sollten neue Beschäftigungsmöglichkeiten kreiert und Touristen in die Gegend gelockt werden. In 15 Läden werden antiquarische Bücher angeboten.
Mühlbeck steigt zum Wirtschaftsmotor der umliegenden Gemeinden der Goitzsche auf.

## Verkehr
Direkt durch den Ort verlaufen zusammen die Bundesstraßen 100 und 183 von Bitterfeld-Wolfen nach Wittenberg bzw. Bad Düben.